# 凛として時雨
凛として時雨（りんとしてしぐれ、Ling tosite sigure）は、日本のスリーピースロックバンド。所属事務所はムーヴィング・オン。所属レコード会社はソニー・ミュージックアソシエイテッドレコーズ。略称は「時雨」。

## メンバー
TK
本名は北嶋 徹（きたじま とおる）。1982年12月23日生まれ。ボーカル、ギター、ピアノ担当。
時雨の楽曲は全てTKによって作詞、作曲されており、曲のエンジニアリング、ミックス、マスタリングにも参加している。初めて購入したギターは、GrassRootsのINORANモデル。
TK from 凛として時雨名義でソロ活動も行っており、2025年までに『flowering』、『Fantastic Magic』、『white noise』、『彩脳』、『Whose Blue』と5枚のアルバムをリリースしている。
エレキギターに出会ったのは高校生の時。洋楽も聴いていたが、ルーツは誰もが聞くような王道のJ-POPやJ-ROCK。
345
本名は中村 美代子（なかむら みよこ）。1983年4月1日生まれ。ベース、ボーカル担当。
時雨以前のパートはギターボーカルだったが、前バンドの解散に伴い未体験のベースになった。
元々はピアノを習っていて、高校ぐらいからギターを始め、バンドでJUDY AND MARYのコピーをやったりしていた。椎名林檎（東京事変）や中島みゆき、小谷美紗子などの女性ボーカルを好む。
落書きが好きで、345が描いたネコの絵がデザインされたピックも販売されている。2012年4月には、自身プロデュースのTシャツがARTIST DELI SHOPPINGにて発売された。
MO'SOME TONEBENDERの百々和宏、L'Arc〜en〜Cielのyukihiroとともにロックバンドgeek sleep sheep、もらんのなるけしんごとのアコースティックユニットti-ti.uuとしても活動している。
使用機材
- ベース
  - Schecter AC-345-PJ-WH/SIG（シグネイチャーモデル）
  - Yamaha SBV-500（バンド初期に使用していた）

- エフェクター
  - Shigemori Pretone
  - Shigemori G.O.T
  - Tech21 Bass Driver DI
  - Ibanez PD-7
  - Boss ODB-3
  - EBS UniChorus

- アンプ
  - Orange AD 200 Bass MK 3

ピエール中野
本名は中野 正敏（なかの まさとし）。1980年7月18日生まれ。ドラムス、アコースティックギター担当。
影響を受けたバンドにLUNA SEA、Slipknot、X JAPAN等を挙げている。特にX JAPANのYOSHIKIからはかなり大きい衝撃を受けたと語っており、X JAPANのライブビデオでYOSHIKIを見たことがきっかけで、高校に入る前くらいからドラムを始めた。
小学校5年生から中学時代にかけてはまっていたのは尾崎豊、電気グルーヴ、LUNA SEAで、それらは今でも聴くという。その他にもミニマル音響系の音楽をやっている池田亮司などを聴いている。
大のアイドルファンで、掟ポルシェとはPerfumeについて語り合う仲。またナタリーで、BABYMETALなどのアイドルグループと共演している。
2014年にはソロ名義としてミニアルバム「Chaotic Vibes Orchestra」をリリースした。
サウンドクリエイターユニット「ZiNG」のメンバー、「DJピエール中野」名義でDJとしても活動している。
2020年1月25日放送の「有吉反省会」にて、歌手の大森靖子と結婚していたことを発表。
2024年8月18日、離婚を発表。

### 旧メンバー
野田MEN
ドラム担当。
自主制作CD『#1』、『#2』、『Ling/Undercover Suicide』に参加。

## 来歴

### 2002年 - 2010年
2002年に埼玉県で結成。もともとTKと345は東洋大学時代にコピーやオリジナルを演奏する遊びのバンドをやっていたが、二人以外のメンバーの就職のためにそのバンドは解散した。まだ音楽を続けたかったギター・ボーカルの345とギターのTKはドラマーを募り、バンド名を「凛として時雨」として始動する。その際に、元々ギター・ボーカルであった345がベース・ボーカルに、ギターだけ弾いていたTKがギター・ボーカルに転向した。別のメンバーを二人も集めるのが面倒くさいという理由からであった。結成から1年半ほど経った2004年、当時のドラム・野田MENが脱退し、もともと凛として時雨のホームページを通してメールで交流のあったピエールが加入して現在の編成となった。
2005年11月、自主レーベルの中野レコーズより1stアルバム『#4』をリリース。翌年の7月にはミニアルバム『Feeling your UFO』を発売した。
2007年8月22日、2ndアルバム『Inspiration is DEAD』をリリースし、バンドの人気と国内での露出が増加。同年末にはCOUNTDOWN JAPANに出演し、その後も定期的にツアーを続けた。
2008年4月23日、自身初のシングル「Telecastic fake show」をリリース。本作は自主レーベルからのリリースにもかかわらず、オリコンのシングルチャートでトップ20入りを果たした。
2008年12月24日に発売されたシングル「moment A rhythm」をもってソニー・ミュージックアソシエイテッドレコーズに移籍、メジャーデビューする。メジャーデビュー後、2009年5月13日に3rdアルバム『just A moment』をリリースした。
2010年5月、イギリスのブライトンで開催されたフェス「The Great Escape」に出演し、自身初の海外ライブを行った。
2010年9月22日、4枚目のスタジオアルバム『still a Sigure virgin?』を発売し、10月から12月にかけて全国ツアー「TOUR 2010 "VIRGIN KILLER"」が開催された。本作は発売週に2万6000枚以上を売り上げ、自身初となるオリコンアルバムチャート1位を獲得した。

### 2011年 - 2013年: ソロ活動の開始、初のタイアップ、『i'mperfect』
2011年4月27日、TKが「TK from 凛として時雨」名義で映像作品『film A moment』をリリース。その翌年6月27日はソロ名義としての初アルバム『flowering』をリリース。渋谷公会堂での初ライブを皮切りにライブ活動も積極的に行われた。
2011年9月14日、ピエール中野がソロ名義でドラム教則DVD『Chaotic Vibes Drumming』をリリース。教則本を封入した「入門編」と「実践編」の2種類がリリースされた。
2012年8月16日、345がL'Arc〜en〜Cielのyukihiro、MO'SOME TONEBENDERの百々和宏との新バンド「geek sleep sheep」を結成。acid android主催のライブイベント「acid android in an alcove vol.5」にて初ライブを行った。2013年3月26日には渋谷CLUB QUATTROにて初ワンマンライブが行われた。
2012年11月14日にシングル曲としては約4年ぶりとなる「abnormalize」をリリース。同楽曲は同年10月からフジテレビ系列で放送が開始されたテレビアニメ「PSYCHO-PASS サイコパス」のオープニングテーマに起用された。同年12月21日、テレビ朝日系列で放送されたミュージックステーションスーパーライブにて同楽曲を披露。地上波初登場を果たした。
2012年12月27日、日本武道館で行われたライブイベント「DECEMBER'S CHILDREN」が開催され、時雨はヘッドライナーを務めた。また、時雨の他にTK from 凛として時雨、geek sleep sheep、そしてピエール中野がDJアクトとしてそれぞれ出演した。
2013年4月10日は前作から約2年半ぶりとなる5枚目のスタジオアルバム『i'mperfect』をリリース。本作は海外でもリリースされ、4月26日に台湾、6月24日は欧州全域でのパッケージリリースがされている。同年4月19日からはアルバムを携え行われる時雨約1年半ぶりのライブツアー「Dear Perfect」が10都市10公演で行われる。6月22日には、時雨として海外での初ワンマンライブとなる台湾公演。6月28日には、時雨のバンド結成10周年を記念し行われる 日本武道館でのワンマンライブが同ツアーのファイナルとして開催された。

### 2014年 - 2015年：『Best of Tornado』
2014年11月5日にアルバム『i'mperfect』から約1年7ヶ月ぶりとなる作品「Enigmatic Feeling」がリリースされる。同楽曲はアニメ「PSYCHO-PASS サイコパス 2」の主題歌として起用された。
2015年1月14日に自身初となるベストアルバム『Best of Tornado』がリリース、過去シングル曲や代表曲の他に初回生産限定盤にはデモ音源などが収録される。同日にはシングル「Who What Who What」がリリース、アニメ「PSYCHO-PASS サイコパス」の劇場版「劇場版 PSYCHO-PASS サイコパス」の主題歌として起用された。また、1月23日にはミュージックステーションにてWho What Who Whatを披露。直前に起きたISILによる日本人拘束事件の影響か、歌詞は一部変更された状態で演奏された。
2015年9月2日、自身が初めて海外でレコーディングを行ったミニアルバム『es or s』をリリースした。

### 2016年 - 2018年：『#5』
2017年8月23日、シングル「DIE meets HARD」をリリース。表題曲はテレビ東京系ドラマ『下北沢ダイハード』のエンディングテーマとして書き下ろされた。
2018年2月7日、各定額制音楽配信サービスにて、凛として時雨の既発曲の配信が開始された。
2018年2月14日、前作『i'mperfect』から約4年10カ月ぶりとなる通算6枚目のオリジナルアルバム『#5』が発売された。またこれに伴い、同年3月より全国ツアー『凛として時雨 Tour 2018 "Five For You"』を開催。
2018年5月31日、「凛として時雨 Tour 2018 "Five For You" in Beijing」と題して8月26日に中国 北京で単独公演を行うことを発表。

### 2019年 - 現在：『last aurorally』
2019年4月1日、「Neighbormind/laser beamer」をリリース。「laser beamer」は舞台『舞台 PSYCHO-PASS サイコパス Virtue and Vice』の主題歌に、「Neighbormind」は映画『スパイダーマン:ファー・フロム・ホーム』日本語吹替版主題歌に起用された。
「#4」のリリースからほぼ丁度15年後である2020年11月9日、「#4 -Retornado-」というタイトルで本作のリマスターバージョンをリリースした。
2021年1月20日、「Perfake Perfect」をリリース。本楽曲は舞台『舞台 PSYCHO-PASS サイコパス Virtue and Vice 2』の主題歌に起用された。また、リリースの前日の1月19日より本楽曲の名前を冠した全国ツアー「Perfake Perfect Tour 2021」が開催された。
2022年5月11日、1年4ヶ月ぶりとなる新曲「竜巻いて鮮脳」を配信リリース。また、5月14日より全国ツアー「DEAD IS ALIVE TOUR 2022」が開催された。
2023年4月12日、前作『#5』より約5年ぶりとなるアルバム『last aurorally』をリリース。
2023年5月10日、9thシングル「アレキシサイミアスペア」をリリース。本楽曲は映画『劇場版 PSYCHO-PASS サイコパス PROVIDENCE』の主題歌に起用された。
2023年10月19日、Webアニメ『陰陽師』の主題歌に新曲「狐独の才望」が起用されたことが発表され、11月8日に配信リリースされた。
2023年12月8日、凛として時雨のメジャーデビュー15周年を記念して、ライブ「凛として時雨 Tornado Anniversary 2023 ～15m12cm～」が東京ガーデンシアターにて開催された。
2024年4月24日、ピエール中野の加入20周年を記念して、ライブツアー「凛として時雨 TOUR 2024 Pierrrrrrrrrrrrrrrrrrrre Vibes」を開催することを発表。7月から8月にかけて東名阪のZeppでライブを行った。
2025年1月17日、中国3都市を廻るライブツアー「竜巻鮮風巡演 in CHINA」の開催を決定。2025年3月初旬に上海・北京、深圳のライブハウスで公演を行うことを発表した。

## 音楽性
凛として時雨のスタイルはポスト・ハードコアやプログレッシブ・ブロック、マスロックに分類され、複雑なギターメロディーやテクニカルなドラム演奏によるテンポや雰囲気が急速に変化する楽曲が特徴である。また、TKと345による男女ツインボーカルを採用しており、柔らかい歌声から強烈なハイトーンシャウトまでボーカルの種類は多岐にわたっている。
楽曲をセッションで作るタイプのバンドではなく、プロデューサーも兼ねたTKがデモの段階で作り込み、打ち込みまで終えてからメンバーに聴かせることも多い。他メンバー2人にリスナーとして聞かせて格好いいと思ってもらえたら3人で演奏してみる。バンドの演奏だけでなく、打ち込みを使ったりギターの音をサンプリングしてカットアップ的に使ったりもする。デモの段階ではA→B→Cという曲展開をA→C→Bにするなど、曲の構成を何パターンも試す。曲の完成後もまだやれることがあると思えば、マスタリングの当日までいじることもある。

## 影響
音楽ライターの高橋美穂は、凛として時雨と9mm Parabellum Bulletにより「これまでメジャーシーンで鳴り響くことが少なかったタイプの楽曲に、多くの人が刺激を受けることとなった」と語っており、「『変則的なサウンドデザイン』と『爆音』は、ロックシーンの課題と向き合うヒントとなり、多くのバンドが、技巧を磨き、気迫ある音を作り、他にない楽曲を生み出すことに取り組んだ」と述べている。
そこに鳴る、崎山蒼志などのバンドやアーティストが凛として時雨からの影響について公言している。

## 評価
凛として時雨は9mm Parabellum Bulletとともに2000年代にポスト・ハードコアバンドの中でメジャーシーンに打って出た代表格だと評されている。
評論家の近田春夫は「演奏がとてもしっかりしている」と高く評価する一方で、ボーカルの音量を小さくしたミックスなどのサウンドプロダクションに対して「これじゃ何いってるかわかんないよ」と苦言を呈している。

## ミュージックビデオ
| 監督           | 作品                                                                     |
| -------------- | ------------------------------------------------------------------------ |
| フカツマサカズ | 『Beautiful Circus』『abnormalize』『Enigmatic Feeling』『Metamorphose』 |
| 福居英晃       | 『想像のSecurity』                                                       |
| 直             | 『DISCO FLIGHT』 『Telecastic fake show』 『JPOP Xfile』                 |
| 栗田裕介       | 『secret cm』                                                            |
| 島田大介       | 『I was music』                                                          |
| 掛川康典       | 『illusion is mine』                                                     |
| TEAM TK SLAVE  | 『Sadistic Summer』                                                      |

## タイアップ
| 起用年 | 楽曲                                                    | タイアップ                                                                     |
| ------ | ------------------------------------------------------- | ------------------------------------------------------------------------------ |
| 2012年 | abnormalize                                             | テレビアニメ『PSYCHO-PASS サイコパス』第1クールオープニングテーマ              |
| 2014年 | Enigmatic feeling                                       | テレビアニメ『PSYCHO-PASS サイコパス 2』オープニングテーマ                     |
| 2015年 | Who What Who What                                       | 映画『劇場版 PSYCHO-PASS サイコパス』オープニングテーマ                        |
| 2017年 | DIE meets HARD                                          | テレビ東京系ドラマ「下北沢ダイハード」オープニングテーマ                       |
| 2019年 | abnormalize - Remixed by 中野雅之(BOOM BOOM SATELLITES) | 劇場版三部作『PSYCHO-PASS サイコパス Sinners of the System』オープニングテーマ |
| 2019年 | laser beamer                                            | 舞台『PSYCHO-PASS サイコパス Virtue and Vice』主題歌                           |
| 2019年 | Neighbormind                                            | 映画『スパイダーマン:ファー・フロム・ホーム』日本語吹替版主題歌                |
| 2021年 | Perfake Perfect                                         | 舞台『PSYCHO-PASS サイコパス Virtue and Vice 2』主題歌                         |
| 2022年 | Marvelous Persona                                       | 縦型ミステリードラマ「終わらせる者」主題歌                                     |
| 2023年 | アレキシサイミアスペア                                  | 映画『劇場版 PSYCHO-PASS サイコパス PROVIDENCE』主題歌                         |
| 2023年 | 狐独の才望                                              | Webアニメ『陰陽師』オープニングテーマ                                          |
| 2024年 | Trrrrrrrrrrrrrrrrrrrue Lies                             | 舞台『PSYCHO-PASS サイコパス Virtue and Vice 3』主題歌                         |

## 受賞歴
| 年     | ノミネート対象    | 賞                                           | 結果       |
| ------ | ----------------- | -------------------------------------------- | ---------- |
| 2013年 | abnormalize       | SPACE SHOWER MUSIC AWARDS 2013「BEST VIDEO」 | ノミネート |
| 2014年 | Enigmatic Feeling | SPACE SHOWER MUSIC AWARDS 2014「BEST VIDEO」 | ノミネート |

## ライブ

### トキニ雨
- 不定期に行っている自主企画イベント。

|     | 日程           | 会場                      | 出演                                                  | 備考                              |
| --- | -------------- | ------------------------- | ----------------------------------------------------- | --------------------------------- |
| #1  | 2003年9月14日  | 東京 池袋手刀             | oui cuol Bergries he                                  |                                   |
| #2  | 2004年1月11日  | 東京 池袋手刀             | avengers in sci-fi oui ローザパークス wooderd chiarie | 前ドラマー・野田MENのラストライブ |
| #3  | 2004年4月1日   | 東京 下北沢ERA            | avengers in sci-fi KULU/KULU 二階堂和美               |                                   |
| #4  | 2004年4月29日  | 埼玉 大宮Hearts           | dustbox BUNGEE JUMP FESTIVAL Fuger                    |                                   |
| #5  | 2004年9月20日  | 東京 池袋手刀             | KULU/KULU                                             |                                   |
| #5  | 2006年5月9日   | 東京 下北沢CLUB Que       | NICO Touches the Walls                                |                                   |
| #6  | 2006年11月11日 | 東京 下北沢CLUB Que       | CARRIE                                                |                                   |
| #7  | 2007年6月25日  | 東京 下北沢SHELTER        | CONDOR 44                                             |                                   |
| #8  | 2007年9月11日  | 東京 池袋手刀             | wooderd chiarie he                                    |                                   |
| #9  | 2007年12月16日 | 東京 恵比寿LIQUID ROOM    | SPARTA LOCALS                                         |                                   |
| #10 | 2008年4月21日  | 東京 代官山UNIT           | LOSTAGE the chef cooks me                             |                                   |
| #11 | 2009年4月20日  | 東京 下北沢CLUB Que       | MO'SOME TONEBENDER                                    |                                   |
| #12 | 2009年7月25日  | 東京 日比谷野外音楽堂     | THE BACK HORN                                         |                                   |
| #13 | 2011年9月19日  | 福岡 福岡DRUM LOGOS       | ストレイテナー                                        | 初のツアー形式での開催となる      |
| #13 | 2011年9月21日  | 大阪 なんばHatch          | BOOM BOOM SATELLITES                                  | 初のツアー形式での開催となる      |
| #13 | 2011年9月25日  | 東京 TOKYO DOME CITY HALL | CHARA                                                 | 初のツアー形式での開催となる      |
| #14 | 2014年12月18日 | 大阪 フェスティバルホール | 9mm Parabellum Bullet                                 |                                   |
| #15 | 2016年6月3日   | 北海道 Zepp Sapporo       | ［Alexandros］                                        |                                   |
| #15 | 2016年6月11日  | 新潟 新潟LOTS             | ワンマンライブ                                        |                                   |
| #15 | 2016年6月17日  | 福岡 福岡DRUM LOGOS       | クラムボン                                            |                                   |
| #15 | 2016年6月24日  | 広島 広島CLUB QUATTRO     | ワンマンライブ                                        |                                   |
| #15 | 2016年6月29日  | 大阪 なんばHatch          | MONOEYES                                              |                                   |
| #15 | 2016年6月30日  | 愛知 Zepp Nagoya          | MONOEYES                                              |                                   |
| #15 | 2016年7月3日   | 宮城 仙台PIT              | キュウソネコカミ                                      |                                   |
| #15 | 2016年7月6日   | 東京 新木場STUDIO COAST   | PERFECT GUEST PERFECT DJ ピエール中野                 |                                   |
| #15 | 2016年7月7日   | 東京 新木場STUDIO COAST   | ワンマンライブ                                        |                                   |
| #16 | 2023年7月1日   | 大阪 Zepp Osaka Bayside   | 羊文学                                                |                                   |
| #16 | 2023年7月2日   | 愛知 Zepp Nagoya          | Crossfaith                                            |                                   |
| #16 | 2023年7月8日   | 東京 Zepp Haneda (TOKYO)  | 9mm Parabellum Bullet                                 |                                   |

### ツアー
- 主催ツアーについて記載

## 出演

### テレビ番組
- ミュージックステーション（2015年1月23日、テレビ朝日）
  - ミュージックステーションスーパーライブ2012（2012年12月21日、テレビ朝日）
- 69号室の住人（2020年11月28日、TOKYO MX）
- Love music（2021年2月8日・2021年9月27日・2023年4月24日・2023年9月11日、フジテレビ）